# 체세포
체세포(體細胞, somatic cell)는 사람의 몸을 이루고 있는 세포이다. 유전자를 온전히 가지고 있다는 점에서 생식세포와 구별된다.

## 같이 보기
- 세포
- 체세포 분열
- 염색체